# دريقة ثلاثية الفلقات
دريقة ثلاثية الفلقات (الاسم العلمي:Aspidistra triloba) هي نوع من النباتات تتبع جنس الدريقة من الفصيلة الهليونية. تم وصف هذا النوع من النبات علمياً لأول مرة من قبل فا تسيوان وانغ وكاي يونغ لانغ سنة 1981.